# Hans Mayr (architekt)

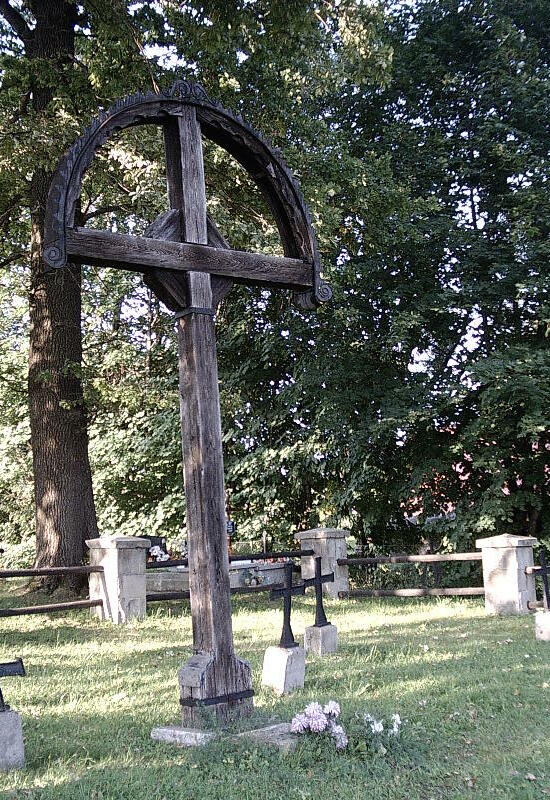
H. Mayr: Oryginalny krzyż z cmentarza nr 82

Hans Mayr (ur. 5 września 1877 w Wiedniu, zm. 1 grudnia 1918 tamże) – austriacki architekt i inżynier, porucznik, uczeń Ottona Wagnera z Wiednia.

## Biografia
Absolwent Szkoły Przemysłu Artystycznego przy Muzeum Sztuki i Przemysłu. Studiował architekturę w Akademii Sztuk Pięknych i został przyjęty do klasy Otto Wagnera. Dodatkowo ukończył Szkołę Handlową. Pracował jako architekt w Wiedniu (dzielnica Hietzing) – projektując domy, budynki i ich wnętrza.
W 1908 roku wygrał konkurs bielskiej Komunalnej Kasy Oszczędności na projekt kompleksu mieszkalnego. Secesyjny kompleks mieszkalno-biurowy z pasażem handlowym łączącym dzisiejsze ul. 3 Maja i Barlickiego w centrum obecnego Bielska-Białej został zrealizowany w 1909 roku. W 1909 roku parafia ewangelicka w Bielsku ogłosiła otwarty konkurs na projekt cmentarza z kompleksem zabudowań. Wygrał go projekt Hansa Mayra, a nowy cmentarz ewangelicki w Bielsku został otwarty w 1911 roku.

### I wojna światowa
Wkrótce po wybuchu pierwszej wojny światowej Hans Mayr został powołany do służby wojskowej. Służył m.in. w Galicji, gdzie pracował w Wydziale ds. Grobów Wojskowych jako inżynier-porucznik.
Mianowany kierownikiem artystycznym i głównym architektem Oddziału Grobów Wojennych C. i K. Komendantury Wojskowej w Krakowie w Okręgu III – „Gorlice” zaprojektował 53 z 54 cmentarzy w okręgu III. Najbardziej bodaj znanym jest ten w Sękowej. Jego projekty krzyży żeliwnych były masowo realizowane także poza Okręgiem III.

### Życie osobiste
Z żoną Giselą miał syna Maxa. Po powrocie do Wiednia w listopadzie 1918 roku zachorował na tzw. hiszpankę i zmarł 1 grudnia 1918 roku. Został pochowany na cmentarzu Hietzing w Wiedniu.

## Projekty
- kamienica Hietzinger Hauptstraße 126 Wiedeń[7]
- 1908 – kompleks mieszkalny Komunalnej Kasy Oszczędności w Bielsku
- 1909–1911 Cmentarz Ewangelicki w Bielsku-Białej.

Do zaprojektowanych przez niego cmentarzy wojennych należą między innymi:
- Cmentarz wojenny nr 63 – Pętna
- Cmentarz wojenny nr 64 – Bartne
- Cmentarz wojenny nr 65 – Małastów-Kornuta
- Cmentarz wojenny nr 66 – Małastów
- Cmentarz wojenny nr 67 – Ropica Ruska
- Cmentarz wojenny nr 68 – Ropica Ruska
- Cmentarz wojenny nr 69 – Przegonina
- Cmentarz wojenny nr 70 – Rychwałd
- Cmentarz wojenny nr 71 – Łosie
- Cmentarz wojenny nr 72 – Ropa
- Cmentarz wojenny nr 73 – Szymbark
- Cmentarz wojenny nr 74 – Szymbark
- Cmentarz wojenny nr 75 – Szymbark
- Cmentarz wojenny nr 76 – Siary
- Cmentarz wojenny nr 77 – Ropica Ruska
- Cmentarz wojenny nr 78 – Ropica Ruska
- Cmentarz wojenny nr 79 – Sękowa
- Cmentarz wojenny nr 80 – Sękowa
- Cmentarz wojenny nr 81 – Męcina Mała
- Cmentarz wojenny nr 82 – Męcina Wielka
- Cmentarz wojenny nr 83 – Wapienne
- Cmentarz wojenny nr 84 – Bednarka
- Cmentarz wojenny nr 85 – Rozdziele
- Cmentarz wojenny nr 86 – Ropica Polska
- Cmentarz wojenny nr 87 – Nowodwór-Gorlice
- Cmentarz wojenny nr 88 – Sokół
- Cmentarz wojenny nr 89 – Gorlice
- Cmentarz wojenny nr 90 – Gorlice
- Cmentarz wojenny nr 92 – Stróżówka
- Cmentarz wojenny nr 93 – Stróżówka
- Cmentarz wojenny nr 94 – Stróżówka
- Cmentarz wojenny nr 96 – Stróżówka
- Cmentarz wojenny nr 97 – Stróżówka
- Cmentarz wojenny nr 98 – Glinik Mariampolski
- Cmentarz wojenny nr 99 – Kobylanka
- Cmentarz wojenny nr 100 – Kobylanka
- Cmentarz wojenny nr 101 – Libusza
- Cmentarz wojenny nr 102 – Wójtowa
- Cmentarz wojenny nr 103 – Pagorzyna
- Cmentarz wojenny nr 104 – Strzeszyn-Wilczak
- Cmentarz wojenny nr 105 – Biecz
- Cmentarz wojenny nr 106 – Biecz
- Cmentarz wojenny nr 107 – Biecz
- Cmentarz wojenny nr 108 – Biecz
- Cmentarz wojenny nr 109 – Biecz
- Cmentarz wojenny nr 110 – Binarowa
- Cmentarz wojenny nr 111 – Racławice
- Cmentarz wojenny nr 126 – Florynka
- Cmentarz wojenny nr 127 – Binczarowa
- Cmentarz wojenny nr 128 – Wawrzka
- Cmentarz wojenny nr 129 – Grybów
- Cmentarz wojenny nr 130 – Grybów
- Cmentarz wojenny nr 384 – Łagiewniki
- Cmentarz wojenny nr 390 – Mogiła
- Cmentarz wojenny 393 – Górka Kościelnicka
- Cmentarz wojenny nr 394 –  Czulice
- Cmentarz wojenny nr 396 –  Czulice